# 김상수 (1988년)
김상수(金相洙, 1988년 1월 2일 ~ )는 KBO 리그 롯데 자이언츠의 투수이다.

## 삼성 라이온즈시절
신일고등학교를 졸업하고 2006년 신인 드래프트 2차 2라운드 지명을 받아 입단했다. 주로 2군에서 활동하다가 1군에는 2008년에 첫 등판해 1패만 기록했고, 뚜렷한 활약이 없었다. 2009년 5월 17일 두산전에서 데뷔 첫 승을 기록했다. 2009년에 불펜으로 43경기에 출전해 3승 3패, 2홀드, 6점대 평균자책점을 기록했지만, 정현욱, 권혁 등의 베테랑 불펜 투수들에 비해 그를 포함해 조현근, 최원제, 박성훈 등은 불펜 투수들 간의 큰 실력 차이와 느린 성장세로 인해 당시 감독이었던 선동열이 크게 고민했다. 워낙 큰 실력 차이 때문에 "불펜 A조"와 "불펜 B조"라는 말이 생겼다. 이는 그가 박성훈과 함께 장원삼을 상대로 넥센 히어로즈로 현금 트레이드되는 원인이 됐다.
팀 선발진 중 좌완 투수가 부족했고 2008년 시즌에 트레이드 파동을 겪었다. 그 때의 트레이드 상대는 박성훈 1명뿐이었다. 그러나 2009년에는 박성훈과 함께 그도 트레이드 대상에 올라갔다. 2009년 12월 30일에 박성훈과 함께 당시 넥센 히어로즈의 좌완 투수 장원삼을 상대로 트레이드됐다.

## 넥센 히어로즈시절
트레이드 후 김수경의 난조로 그가 선발진에 진입했고, 중간 계투와 선발을 오고 가며 출장 횟수가 늘어났다. 2010년 5월 14일 친정 팀을 상대로 데뷔 첫 선발 승을 거뒀으나 부상으로 선발 투수로서 제 역할을 못했다. 2010년 시즌 1승 2패, 6점대 평균자책점로 부진했다. 2011년 6월에 1군에 복귀하며 중간 계투와 김성태 대신 선발 투수로서 희망을 보였다.

## 상무 야구단시절
2013년에 입단하였다.
2015년 제 29회 아시아 야구 선수권 대회에 국가대표로 참가했다. 대만과의 개막전에서 선발 등판해 4.2이닝 2실점으로 팀 승리에 일조했다. 사실상 결승전이었던 일본전에서도 선발 등판해 솔로 홈런을 허용했으나 5.2이닝 4피안타, 1실점으로 막으며 한국의 역전 승에 크게 기여했다. 일본전 승리와 함께 드림팀 2기가 활약했던 16년 만에 아시아 정상 자리를 되찾았다. 귀국 직후인 9월 22일에 제대했다.

## 넥센 히어로즈복귀 &키움 히어로즈시절
2015년 9월 24일 선발 등판했지만 결과가 안 좋았다. 2016년 시즌에는 한현희의 빈 자리를 채우기 위해 주로 구원 투수로 등판했다. 이 때 그는 최다 경기 출장, 최다 홀드를 기록했다. 2017년 5월 27일 삼성전부터 구위가 떨어진 김세현, 그를 대신해 마무리 역할을 하다가 부상을 입은 이보근을 대신해 마무리 투수로 활동했고, 통산 첫 세이브를 기록했다.2018년 시즌 초반 필승조 역할을 하다가 조상우가 성폭행 혐의로 이탈한 후 마무리로 보직이 변경됐다. 2018년 시즌 58경기에 출전해 55.7이닝, 2승 3패, 18세이브, 14홀드, 5점대 평균자책점을 기록했다. 2019년 시즌에 주장으로 임명됐다. 구속을 끌어올려 KBO 리그 최초 40홀드, 3점대 평균자책점을 기록하며 커리어 하이를 기록했다.

## SSG 랜더스시절
2021년 1월 13일 키움과 2+1년 최대 15억 5,000만원(계약금 4억, 연봉 3억, 옵션 1억 5,000만원)에 FA 계약을 체결하고 현금 3억, 2022년 KBO 리그 신인 드래프트 2차 4라운드 지명권 양도를 포함한 사인 앤 트레이드를 통해 이적했다.

## 롯데 자이언츠시절
2022년 11월에 입단하였다.

## 출신 학교
- 서울신자초등학교 (자이언츠리틀)
- 자양중학교
- 신일고등학교
- 한국방송통신대학교

## 배우자
- '이보람' (2017년 ~ 현재)

## 통산 기록
| 연도 | 팀명   | 평균자책점 | 경기 | 완투 | 완봉 | 승 | 패 | 세 | 홀  | 승률  | 타자 | 이닝 | 피안타 | 피홈런 | 볼넷 | 사구 | 탈삼진 | 실점 | 자책점 |
| ---- | ------ | ---------- | ---- | ---- | ---- | -- | -- | -- | --- | ----- | ---- | ---- | ------ | ------ | ---- | ---- | ------ | ---- | ------ |
| 2008 | 삼성   | 7.90       | 9    | 0    | 0    | 0  | 1  | 0  | 0   | 0.000 | 71   | 13⅔  | 22     | 3      | 9    | 0    | 11     | 19   | 12     |
| 2009 | 삼성   | 6.00       | 43   | 0    | 0    | 3  | 3  | 0  | 2   | 0.500 | 281  | 60   | 73     | 7      | 41   | 1    | 45     | 42   | 40     |
| 2010 | 넥센   | 6.20       | 17   | 0    | 0    | 1  | 2  | 0  | 0   | 0.333 | 210  | 45   | 52     | 5      | 26   | 2    | 35     | 33   | 31     |
| 2011 | 넥센   | 6.49       | 24   | 0    | 0    | 1  | 4  | 0  | 0   | 0.200 | 288  | 59⅔  | 68     | 3      | 36   | 9    | 74     | 44   | 43     |
| 2012 | 넥센   | 4.73       | 33   | 0    | 0    | 2  | 1  | 0  | 0   | 0.667 | 210  | 45⅔  | 42     | 4      | 39   | 2    | 36     | 24   | 24     |
| 2013 | 넥센   | 5.08       | 16   | 0    | 0    | 0  | 1  | 0  | 0   | 0.000 | 125  | 28⅓  | 27     | 1      | 13   | 2    | 20     | 16   | 16     |
| 2015 | 넥센   | 10.80      | 2    | 0    | 0    | 0  | 1  | 0  | 0   | 0.000 | 30   | 5    | 10     | 1      | 5    | 0    | 2      | 8    | 6      |
| 2016 | 넥센   | 4.62       | 67   | 0    | 0    | 6  | 5  | 0  | 21  | 0.545 | 331  | 74   | 77     | 6      | 34   | 1    | 76     | 40   | 38     |
| 2017 | 넥센   | 3.82       | 60   | 0    | 0    | 0  | 7  | 15 | 9   | 0.000 | 262  | 61⅓  | 59     | 8      | 22   | 3    | 62     | 29   | 26     |
| 2018 | 넥센   | 5.17       | 58   | 0    | 0    | 2  | 3  | 18 | 14  | 0.400 | 239  | 55⅔  | 53     | 9      | 23   | 1    | 68     | 32   | 32     |
| 2019 | 키움   | 3.02       | 67   | 0    | 0    | 3  | 5  | 0  | 40  | 0.375 | 238  | 56⅔  | 50     | 3      | 28   | 2    | 60     | 19   | 19     |
| 2020 | 키움   | 4.73       | 60   | 0    | 0    | 3  | 3  | 5  | 11  | 0.500 | 226  | 51⅓  | 52     | 3      | 21   | 3    | 48     | 33   | 27     |
| 2021 | SSG    | 5.09       | 50   | 0    | 0    | 4  | 3  | 6  | 5   | 0.571 | 273  | 58⅓  | 71     | 10     | 30   | 1    | 44     | 33   | 33     |
| 2022 | SSG    | 9.00       | 8    | 0    | 0    | 0  | 0  | 1  | 0   | -     | 37   | 8    | 9      | 2      | 4    | 1    | 3      | 3    | 8      |
| 2023 | 롯데   | 3.12       | 67   | 0    | 0    | 4  | 2  | 1  | 18  | 0.667 | 218  | 52   | 45     | 1      | 21   | 3    | 36     | 22   | 18     |
| 2024 | 롯데   | 4.15       | 74   | 0    | 0    | 8  | 4  | 2  | 17  | 0.667 | 322  | 73⅔  | 71     | 5      | 26   | 5    | 56     | 40   | 34     |
| 통산 | 16시즌 | 4.89       | 655  | 0    | 0    | 37 | 45 | 48 | 137 | 0.451 | 3361 | 748⅓ | 781    | 71     | 378  | 36   | 676    | 442  | 407    |

- 굵은 글씨는 해당 시즌 최고 기록